# Phygadeuon cylindraceus
Phygadeuon cylindraceus là một loài tò vò trong họ Ichneumonidae.